# Марлборо (Коннектикут)
Марлборо (англ. Marlborough) — місто (англ. town) в США, в окрузі Гартфорд штату Коннектикут. Населення — 6133 особи (2020).

## Демографія
Згідно з переписом 2010 року, у місті мешкали 6404 особи в 2292 домогосподарствах у складі 1820 родин. Було 2389 помешкань
Расовий склад населення:
| - 95,3 % — білих - 1,6 % — азіатів - 1,3 % — чорних або афроамериканців - 0,1 % — вихідців з тихоокеанських островів - 0,1 % — корінних американців |

До двох чи більше рас належало 1,4 %. Частка іспаномовних становила 2,8 % від усіх жителів.
За віковим діапазоном населення розподілялося таким чином: 25,9 % — особи молодші 18 років, 61,7 % — особи у віці 18—64 років, 12,4 % — особи у віці 65 років та старші. Медіана віку мешканця становила 43,0 року. На 100 осіб жіночої статі у місті припадало 96,9 чоловіків;  на 100 жінок у віці від 18 років та старших — 96,0 чоловіків також старших 18 років.
Середній дохід на одне домашнє господарство  становив 131 024 долари США (медіана — 110 250), а середній дохід на одну сім'ю — 145 083 долари (медіана — 121 632). Медіана доходів становила 70 611 долар для чоловіків та 69 825 доларів для жінок. За межею бідності перебувало 2,5 % осіб, у тому числі 0,0 % дітей у віці до 18 років та 6,7 % осіб у віці 65 років та старших.
Цивільне працевлаштоване населення становило 3639 осіб. Основні галузі зайнятості: освіта, охорона здоров'я та соціальна допомога — 22,8 %, виробництво — 16,8 %, науковці, спеціалісти, менеджери — 10,7 %, фінанси, страхування та нерухомість — 9,9 %.